# Малка базилика (Пловдив)
Малката базилика на Филипопол е трикорабна раннохристиянска базилика от втората половина на V – VI в. Открита е през 1988 г. при строителството на жилищните блокове около нея. През периода 2010 – 2013 г. базиликата е реставрирана по проект на Община Пловдив, Министерството на културата и Фондация „Америка за България“, като на 1 май 2014 г. е официално открита за посещения.

## Базиликата
Малката базилика е трикорабна. Има една апсида и притвор. От юг е бил изграден малък параклис, а до северния кораб е долепен баптистерий. Общата дължина на базиликата, заедно с апсидата, е 20 м, а ширината и е 13 м. Храмът е бил с богата архитектурна украса – мраморна колонада между корабите, мраморна олтарна преграда, амвон и синтрон. Подовете имат богата многоцветна мозайка с геометрични мотиви, сложни композиции от триъгълници, кръгове и ромбове; от вази и гирлянди; от меандри с форма на свастика; от розети, които символизирали Рая и Христовата кръв, и от Соломонови възли, които символизирали силата на истинската вяра. Смята се, че мозайките са били сред най-доброто, правено от майсторите от филипополската школа.
- Баптистерий

## История

### Ранна история
Малката базилика на Филипопол е разположена в източните покрайнини на античния град, непосредствено до външната крепостна стена с кула от II – IV в. Намира се близо до открития източен некропол на града и до мартирия на 37-те филипополски мъченици край пътя за Константинопол. Базиликата е изградена през втората половина на V в. в чест на Флавий Василиск, военачалник на провинция Тракия. Той имал собствено жилище във Филипопол и спечелил уважението на местните хора през 471 г., когато отблъснал от града разбунтувалите се готи. Признанието към Василиск е изразено в ктиторски надпис от 6 реда, вграден в мозайките пред олтара, който възхвалява военачалника.
През 475 г. Василиск става император, но след само 20 месеца е свален от предшественика си Зенон (474 – 491), който заповядва всяка следа от присъствието на врага му да бъде унищожена. В резултат на това първите редове на ктиторския надпис в Малката базилика, оформен в мозайката от червени камъчета на бял фон в центъра срещу олтарната апсида, са премахнати.
Скоро след това базиликата изгаря до основи. Дървеният покрив и керемидите рухват и затрупват вътрешността на църквата с отломки. След опожаряването на сградата тя е реконструирана и обновена. Запазват се външните размери, като подовото ниво е повдигнато с около 0,70 м. Новият под е тухлен. Променено е оформлението на притвора, олтарната преграда и амвона. Тогава към северния кораб е пристроен баптистерий. Той има квадратен план, кръстовидна писцина (басейн) и отново многоцветна подова мозайка. На нея са изобразени елен, гълъби и други християнски символи. С това оформление базиликата функционира до края на VI в.
Към края на VI в. Малката базилика е изоставена, заедно с много от сградите в града в равнината. Базиликата се превърнала в руина, а местните хора дълго време я използвали като източник на строителен материал. През Х-ХI в. е започнала дейност на разкопаване на руините, което оставя видими ями в мозаечния под на базиликата.

### Разкриване
Останките на базиликата са открити през 1988 – 1989 г. при строителството на жилищен блок. Археоложката Мина Боспачиева, която я разкопава, я нарича Малката базилика, тъй като в непосредствена близост се намират две други филипополски базилики, едната от които е смятана за митрополитската църква на града (Голямата базилика или Епископската базилика на Филипопол). През 1991 г. строежът на жилищната кооперация е завършен на няколко метра встрани и базиликата и близката част от крепостната стена с кула са изложени in situ. Мозайките в баптистерия са консервирани на място, а тези от църквата са вдигнати, няколко фрагмента от тях са консервирани и прибрани в склад. До 2010 г. базиликата е изоставена и скрита под бурени.
| Година  | Статус |
| ------- | --- |
| 1988 г. | При строежа на жилищен блок на бул. „Кн. Мария-Луиза“ случайно са открити руини от раннохристиянска църква от средата на V-VI в. Подът на църквата бил покрит с пищни геометрични мозайки. В пристроен към сградата баптистерий (помещение за кръщенета) са намерени кръщелен басейн от мрамор с форма на кръст и изящни мозайки с изображения на елен и гълъби. Забележителните мозайки от Малката базилика са аварийно консервирани скоро след тяхното откриване. |
| 1995 г. | Малката базилика и разположената в близост част от крепостна стена получават статут на паметник на културата от национално значение. |
| 1999 г. | По проект „Красива България“ мозайките в баптистерията са консервирани на място и покрити с пясък и тънка бетонна плоча, а мозайките от църквата са демонтирани и прибрани за съхранение. |
| 2000 г. | Археологът Мина Боспачиева и реставраторът Елена Кантарева-Дечева реставрират част от мозайките съвместно с Центъра за художествена консервация в Уилямстаун, Масачузетс, САЩ, с финансовата подкрепа на Тръста за взаимно разбиране, Ню Йорк. |
| 2010 г. | Стартира реализацията на проект "Защитно покритие, консервация, реставрация и експониране на археологически паметник „Раннохристиянска базилика от Филипопол“ и приобщаване на крепостна стена с кула от ІІ-ІV век", по инициатива и с финансовата подкрепа на фондация „Америка за България“, Министерство на културата и община Пловдив. |
| 2013 г. | Официално откриване на реставрираната базилика. |
| 2014 г. | Малката базилика отваря врати за посетители. |

## Консервация и реставрация
През 2010 г. фондация „Америка за България“ се заинтересува от Малката базилика и стартира проект за консервация и реставрация на сградата, нейните мозайки и околностите ѝ. Основната задача е археологическия обект да стане културно и историческо средище, което хвърля светлина върху миналото на Римски Филипопол и върху цивилизацията, която го е създала.
Реставрацията отнема значителен период от време. Старите пластове от консервацията след разкриването на обекта, защитаващи мозайките, са премахнати. Липсващите фрагменти са допълнени със „свободни“ каменни или керамични тесери. Всеки фрагмент от мозайката е укрепен със специална епоксидна смола и метално укрепване. Готовите части са изолирани и оставени на съхранение в специално защитено помещение, готови да бъдат върнати по оригиналните им места.
През 2013 г. мозайките се завръщат в Малката базилика. Изградено е защитно покритие на обекта, снабдено със съвременни системи за климатизация и осветление, които гарантират поддържане и опазване на паметника в състояние, каквото статутът му изисква. Стъклен подиум покрива цветните мозайки на строената през V век базилика. Околното пространство е превърнато в малък градски парк, който интегрира части от източната крепостна стена с кула на античния Филипопол, на част от антична улица и на двор на частна къща.
Сградата е представена официално на пловдивската общественост на 20 септември 2013 г. и е един от основните акценти в 13-ото издание на „Нощта на музеите и галериите в Пловдив“. Откриването за посетители обаче се забавя около половин година, тъй като управлението ѝ трябва да се прехвърли на Община Пловдив. От началото на май 2014 г. архитектурният паметник започва да посреща своите гости.
Археологическият комплекс е почти 100% достъпен за хора с двигателни затруднения. Посетителският център предлага възможности за организиране на богата палитра от културни мероприятия както в двора, така и във вътрешното пространство. Функционира щанд за сувенири. 

## Галерия
- Мозаечен под, изобразяващ елен
- Мозаечен под, изобразяващ птици
- Стъклен под над мозайките
- Античен кладенец в близост до базиликата
- Интериор